# Diamonds (singel Rihanny)
Diamonds – singiel barbadoskiej piosenkarki Rihanny, pochodzący z jej siódmego albumu studyjnego Unapologetic. Twórcami tekstu utworu są Sia Furler, Benjamin Levin, Mikkel S. Eriksen oraz Tor Erik Hermansen, natomiast jego produkcją zajął się Benny Blanco wraz ze Stargate. Singel swoją premierę miał 26 września 2012 roku w programie Elvis Duran and the Morning Show.
Utwór najszybciej zadebiutował w Irlandii, gdzie 27 września znalazł się na 17. pozycji na liście Irish Singles Chart. Od tego czasu dotarł najwyżej do drugiego miejsca. W Wielkiej Brytanii singel zadebiutował na pierwszym miejscu, sprzedając się w ilości 105 tysięcy egzemplarzy. Tym samym był on siódmym solowym singlem piosenkarki numer jeden w tym kraju. „Diamonds” zadebiutował także na szczycie notowania we Francji, stając się czwartym utworem w karierze Rihanny, któremu udało się dotrzeć do pierwszego miejsca. Rihanna rozpoczęła kręcenie teledysku do piosenki „Diamonds” 21 października 2012.
Nagranie w Polsce uzyskało status diamentowej płyty.

## Pozycje na listach przebojów
| Kraj              | Lista (2012)            | Pozycja | Status          |
| ----------------- | ----------------------- | ------- | --------------- |
| Australia         | ARIA Charts             | 6       | platynowa płyta |
| Austria           | Ö3 Austria Top 40       | 1       | –               |
| Belgia (Flandria) | Ultratop 50             | 3       | –               |
| Belgia (Wallonia) | Ultratop 40             | 4       | –               |
| Czechy            | IFPI                    | 3       | –               |
| Dania             | Tracklisten             | 1       | –               |
| Francja           | SNEP                    | 1       | –               |
| Grecja            | Greece Digital Songs    | 4       | –               |
| Hiszpania         | PROMUSICAE              | 3       | –               |
| Holandia          | Dutch Top 40            | 3       | –               |
| Finlandia         | Suomen virallinen lista | 1       | –               |
| Irlandia          | Irish Singles Chart     | 2       | –               |
| Izrael            | Media Forest            | 1       | –               |
| Kanada            | Canadian Hot 100        | 1       | –               |
| Korea Południowa  | Gaon Chart              | 3       | –               |
| Niemcy            | Media Control Charts    | 1       | –               |
| Norwegia          | VG-Lista                | 1       | –               |
| Nowa Zelandia     | RIANZ                   | 2       | złota płyta     |
| Polska            | Top 5 Airplay – nowości | 1       | –               |
| Stany Zjednoczone | Billboard Hot 100       | 1       | –               |
| Stany Zjednoczone | Pop Songs               | 6       | –               |
| Stany Zjednoczone | Hot R&B/Hip-Hop Songs   | 1       | –               |
| Stany Zjednoczone | Hot Dance Club Songs    | 2       | –               |
| Szwajcaria        | Schweizer Hitparade     | 1       | –               |
| Szwecja           | Sverigetopplistan       | 2       | –               |
| Węgry             | Rádiós Top 40           | 10      | –               |
| Wielka Brytania   | UK Singles Chart        | 1       | –               |
| Wielka Brytania   | UK R&B Chart            | 1       | –               |
| Włochy            | FIMI                    | 3       | –               |